# Алогизм
Алоги́зм (алоги́чность; от др.-греч. ἀ — отрицательная частица и др.-греч. λογισμός — разум, рассудок) — нелогическое рассуждение, ход мысли, нарушающий законы и правила логики, либо факт, который не укладывается в рамки логического мышления, то, что нельзя обосновать логически, противоречащее логике.

## Логика и философия
В философии под алогизмом понимают не только логическую ошибку, но и отрицание логического мышления и логики как средства достижения истины, как основополагающий принцип. К философским учениям и направлениям, существенной стороной которых является алогизм, относят иррационализм, мистицизм, фидеизм, интуитивизм, интуиционизм. В качестве средства познания в этих теориях предлагаются интуиция как непосредственное интуитивное постижение истины, вера или откровение. При этом алогизм применяется как принцип не только в сфере эпистемологии или логики, но и в сфере эстетики и философии математики (проблема обоснования математики и познания в математике).

В марксизме-ленинизме алогизмом называлось рассуждение, которое не согласуется с законами формальной логики, хотя и согласуется с логикой диалектической, как утверждалось, более гибкой, чем формальная. Алогизмом объявлялось формально правильное высказывание, которое не соответствует действительности: 
Алогизм может быть обнаружен только конкретно-диалектическим анализом отражённой в рассуждении действительности, ибо чисто формально-логический анализ высказывания не вскроет его алогизма.